# Sacrario Militare di Castel Dante
Die Gedenkstätte Castel Dante oder das Beinhaus Castel Dante (italienisch Sacrario Militare di Castel Dante oder nur Ossario Castel Dante) liegt in der norditalienischen Stadt Rovereto in der Provinz Trient. Der monumentale Bau aus den 1930er Jahren birgt die Gebeine von über 20.000 Gefallenen des Ersten Weltkrieges.

## Lage
Das Bauwerk steht am südöstlichen Stadtrand von Rovereto auf einem kleinen Hügel. An der Stelle stand früher eine Burg, das Castello di Lizzana, von der heute noch Ruinen an der Ostseite des Beinhauses erhalten sind. Der Legende nach hat sich Dante Alighieri Anfang des 14. Jahrhunderts in der Burg aufgehalten.

## Geschichtlicher Hintergrund
Nach Ende des Ersten Weltkrieges gab es entlang der ehemaligen italienisch-österreichisch-ungarischen Front eine Vielzahl von kleineren und größeren Soldatenfriedhöfen, deren Erhalt mit einigen Kosten verbunden war, so dass man schnell zu der Überzeugung gelangte, diese Friedhöfe so weit wie möglich zusammenzulegen und ihre Anzahl zu verkleinern. Der Versuch der italienischen Regierung durch ein entsprechendes Gesetz, die Gebeine der Gefallenen auf Wunsch der Hinterbliebenen kostenlos auf die Friedhöfe der jeweiligen Heimatorte zu überführen, fand nur wenig Widerhall.
Dem Bau von zentralen Gedenkstätten, wie in Frankreich, stand man mit Skepsis gegenüber, da man die Anonymität solcher Bauten ablehnte. Man versuchte deshalb einen Mittelweg zu finden, zwischen anonymen, monumentalen Gedenkstätten und individuellen Grabstätten wie auf Soldatenfriedhöfen. Die vermeintliche Lösung meinte man im Bau von Beinhäusern, in denen die namentlich bekannten Gefallenen in Einzelgräbern bestattet werden sollten, gefunden zu haben.
Dabei folgten man nicht einer einheitlichen Linie, sondern diese war bestimmt vom jeweiligen Leiter des Zentralbüros für die Kriegsgräberfürsorge (italienisch Ufficio Centrale Onoranze ai Caduti in Guerra), das von 1927 bis 1935 von General Faracovi und ab 1936 von Ugo Cei geleitet wurde. Die Leitung Faracovi war dadurch gekennzeichnet, dass er verschiedene Architekten mit der Ausführung der Projekte beauftragte. Es basierte auf Monumentalität, Ewigkeitsanspruch und Individualität der Grabstätten. Unter der Leitung von Ugo Cei, der mit der Ausführung den Architekten Giovanni Greppi und den Bildhauer Castiglione betraute, wurde der Bezug zu Grund und Boden als emotionales, aufsteigendes, reinigendes Element hervorgehoben, wie dies insbesondere an den beiden Gedenkstätten Redipuglia und Monte Grappa unterstrichen wurde. Beiden Linien ist jedoch die Umsetzung des o. g. Kompromisses zwischen anonymen Monumentalbau und individuellen Einzelgräbern gemein, und lediglich die unbekannt gebliebenen Toten sollten in Massengräbern ihre letzte Ruhestätte finden.
Für den faschistischen Staat stellte der Totenkult die Möglichkeit dar, vermeintliche Werte wie Heldentum, Opferbereitschaft und Kriegertum zu unterstreichen, wobei die Konzepte Staat und Partei auch bewusst miteinander ausgetauscht wurden.
So kam es, dass die Kriegstoten zum Instrument politischer ideologischer Strömungen wurden, was sich auch nach 1945 noch fortsetzte. In den Augen der 1968er waren diese Gedenkstätten negativ belastet und Zeugnisse des Faschismus, die deshalb abzureißen wären. Stätten eines längst vergangenen Militarismus und eines vom Faschismus getragenen Todes der Massen.
Symbolträchtig und interpretationsreich waren auch die Standorte, die man für die einzelnen Gedenkstätten ausgewählt hatte. So unterstrichen einige den Widerstand der italienischen Truppen, wie am Monte Grappa, auf dem Montello oder in Fagarè am Piave, andere hoben den Offensivgeist der selbigen hervor, wie in Redipuglia oder Oslavia. Bewusst als Zeichen des Sieges wurden einige auch an weit vom eigentlichen Kriegsgeschehen entfernten Orten, entlang der Staatsgrenze zu Österreich (Burgeis, Innichen, Gossensaß), errichtet.

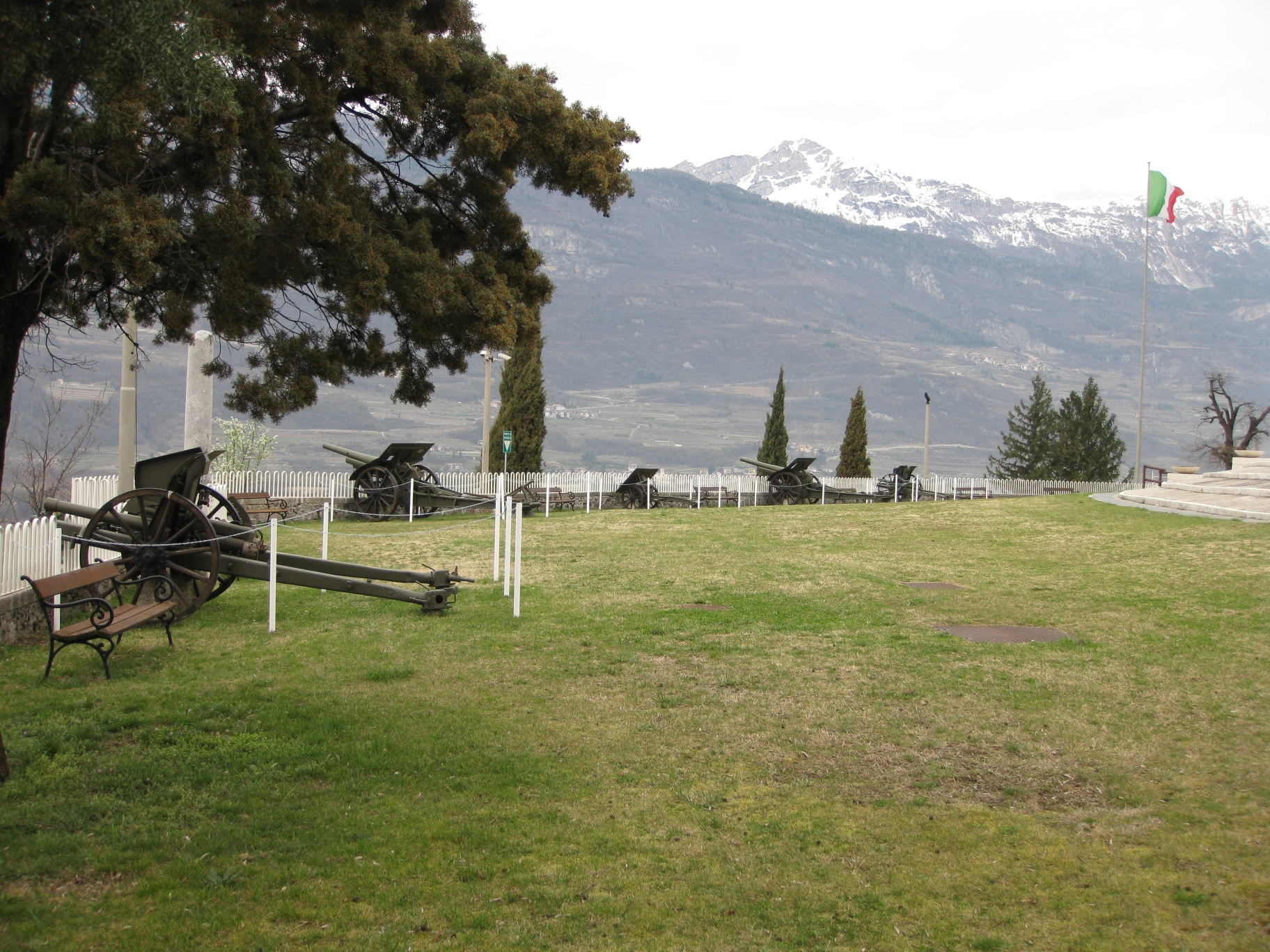
Außenbereich
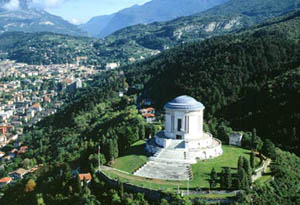
Panoramaaufnahme
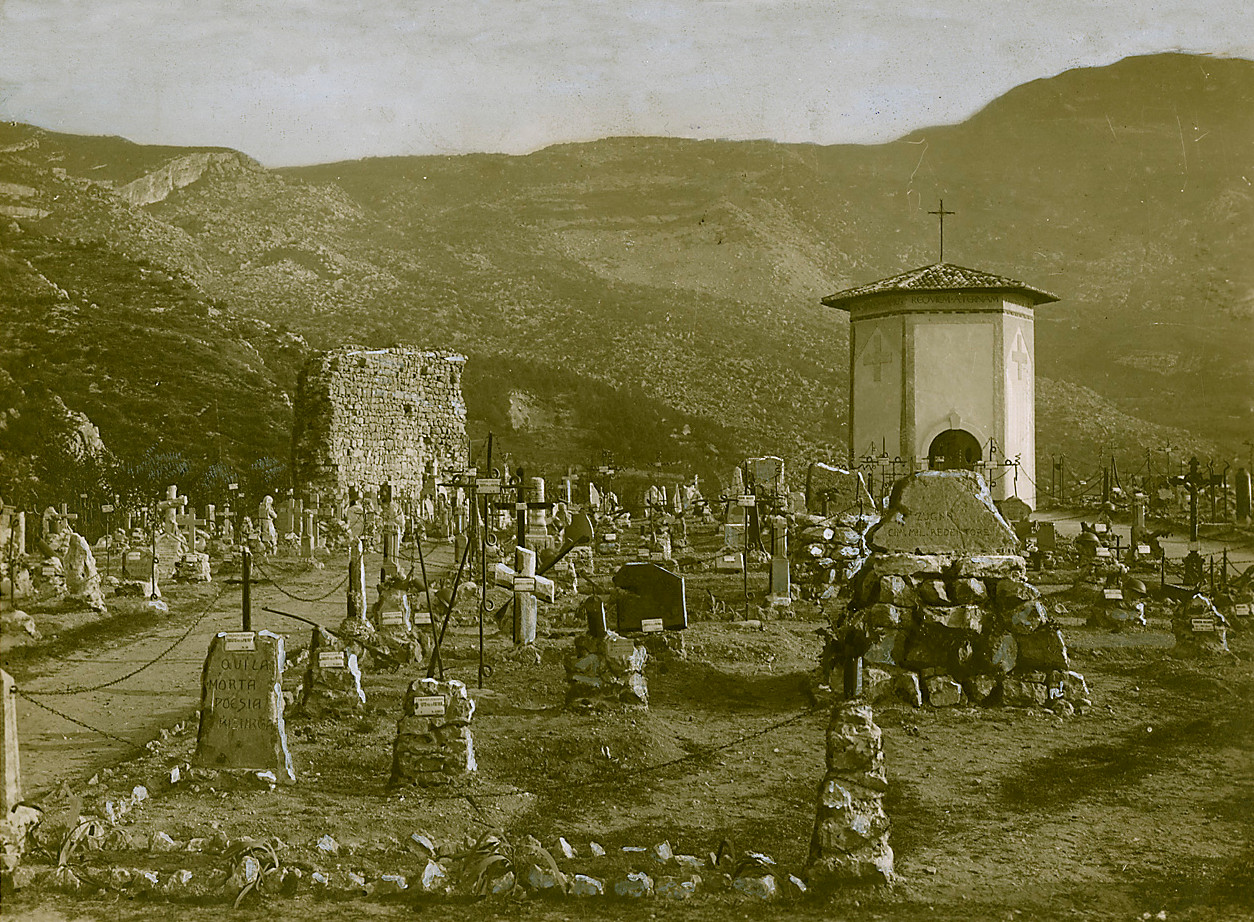
Das Gelände in den 1920er Jahren

## Geschichte
Während des Ersten Weltkrieges besetzten Ende 1915 italienische Einheiten der Infanteriebrigade Mantua den Hügel von Castel Dante und bauten ihn stützpunktartig aus. Aus dieser Zeit stammen die Lauf- und Schützengräben, die sich heute an der Nordostseite der Gedenkstätte entlangziehen. Der Hügel wurde dann im Zuge der  österreichisch-ungarischen Südtiroloffensive von k.u.k. Truppen erobert und spielte dann keine Rolle mehr im weiteren Kriegsverlauf.
1920 fasste die Gemeinde von Rovereto den Entschluss, einen Soldatenfriedhof auf diesem Gelände zu errichten. Dieser sollte die Gefallenen aus der Umgebung von Rovereto aufnehmen, unter anderem auch von den Schlachtfeldern auf dem Monte Pasubio. Das damalige Kriegsministerium versagte allerdings die endgültige Zusage zu dem Projekt, nachdem man bereits die Gemeindeverwaltung mit Erwerb des Grundstückes beauftragt hatte.
Daraufhin bildete sich 1921 unter der Federführung der Gemeinde ein privates Komitee mit dem Ziel, für den Bau zu werben und die entsprechenden finanziellen Mittel auch für die Umbettung der Gebeine aufzutreiben. Am 20. März 1926 konnte der Kaufvertrag für das Grundstück abgeschlossen werden. Als letzter Akt des Komitees führte es das Projekt für die geplante Zufahrtsstraße zur Gedenkstätte aus, das von der Gemeinde umgesetzt wurde. Im Oktober des gleichen Jahres löste sich das Komitee auf. An dessen Stelle trat das Kriegsmuseum von Rovereto.
1928 übermittelte der Leiter der italienischen Kriegsgräberfürsorge Faracovi der Gemeindeverwaltung den Entschluss, anstelle des mittlerweile angelegten Soldatenfriedhofes ein monumentales Beinhaus zu errichten. Ende 1931 wurde die öffentliche Ausschreibung für das Projekt veröffentlicht, das 1933 dem aus Bologna stammenden Architekten Biscaccianti anvertraut wurde. Als Bauzeit waren drei Jahre angelegt und mit den Arbeiten wurde noch im gleichen Jahr begonnen, nachdem man zuvor die von den Frontfriedhöfen hierher umgebetteten Gebeine zum wiederholten Male exhumierte. Eingeweiht wurde der Bau schließlich am 4. November 1938.
Ende der 1960er und Anfang der 1970er Jahre wurde infolge der Auflassung weiterer Friedhöfe die sterblichen Überreste von nochmals fast 7.500 Gefallenen nach Castel Dante umgebettet.
Heute sind hier insgesamt über 20.000 italienische, österreichisch-ungarische sowie die Gefallenen der auf italienischer Seite kämpfenden Tschechoslowakischen Legionen bestattet. Ihre letzte Ruhestätte haben hier die beiden für Italien kämpfenden Irredentisten Damiano Chiesa und Fabio Filzi gefunden. Auch die Gebeine des ungarischen Fliegerasses der k.u.k. Luftfahrtruppen Josef Kiss wurden in den 1970er Jahren nach Castel Dante überführt.
Unterhalten wird die Gedenkstätte vom Generalkommissariat für die Kriegsgräberfürsorge (italienisch Commissariato Generale per le Onoranze ai Caduti), das dem Verteidigungsministerium untersteht.

## Beschreibung

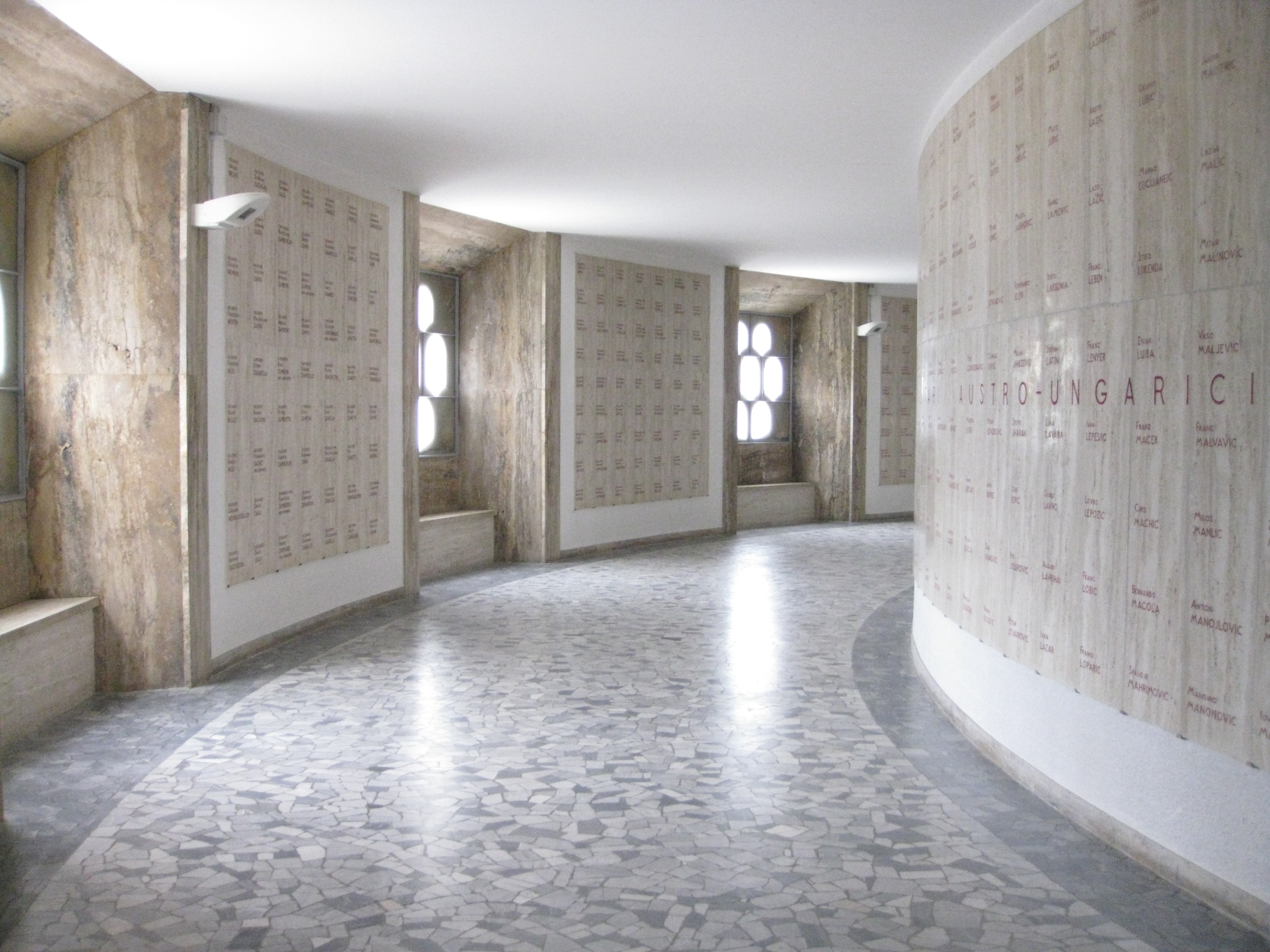
Ringförmiger Grabstättenbereich

Der Bau setzt sich aus zwei Baukörpern zusammen, dem zylinderförmigen Rundbau, auf dem ein kuppelförmiges Eisendach ruht, und einem zweistufigen Sockel, in dem die Grabnischen untergebracht sind. Breit angelegte Treppen führen spitz zulaufend über den Sockel zum Eingang des Monumentalbaus.
Die Außenfassade wird durch hohe Säulen mit dahinter liegenden Fenstern unterbrochen, die rund um den zentralen Baukörper angelegt sind. Zwei große Fenster, eines direkt über dem Eingang liegend und eines auf der gegenüberliegenden Seite, sorgen für ausreichend Licht im Innenbau.
Links und rechts des Eingangs befinden sich Inschriften mit den Zahlen der hier bestatteten Gefallenen.
Der Innenbereich setzt sich aus zwei Stockwerken und einem Zwischenstockwerk zusammen. Der Eingang liegt im oberen Stockwerk, das bis zum Kuppeldach einen einzigen Raum bildet. Dem Eingang gegenüber liegt ein Altar und an den zwei Seitenwänden zwischen Altar und Eingang die monumentalen in der Wand eingelassenen Grabstätten von Damiano Chiesa und Fabio Filzi.
Zwei seitliche Treppen führen in das darunter liegende Stockwerk und das Zwischenstockwerk, die im Sockel des Bauwerks untergebracht sind. In diesen befinden sich die Grabstätten, die ringförmig angelegt sind, im Zwischenstockwerk nur mit einem Ring, im darunter liegenden Stockwerk in zwei Ringen, einem Innen- und Außenring. Für jeden namentlich bekannten Toten existiert eine Grabplatte, auf der Rang und Namen des Toten eingraviert sind.
Eine kreisförmige Säulenreihe umschließt in der Mitte des unteren Stockwerkes die auf einem Sockel stehende Büste des Marschalls von Italien Guglielmo Pecori Giraldi.